# Euphorbia citrina
Euphorbia citrina es una especie fanerógama perteneciente a la familia Euphorbiaceae. Es endémica de Zimbabue.  

## Descripción
Es un arbusto desordenado que puede crecer hasta los 3 m de altura, pero que normalmente es mucho menor. Forma una gran pantalla en otoño, cuando toda la planta se vuelve de color rojo brillante.

## Hábitat
Se encuentra en los pastizales de montaña a una altitud de  1530 - 2100 metros en las montañas de Zimbabue fronterizas con Mozambique.

## Taxonomía
Euphorbia citrina fue descrita por Susan Carter Holmes y publicado en Kew Bulletin 45: 331. 1990.
Etimología
Euphorbia: nombre genérico que deriva del médico griego del rey Juba II de Mauritania (52 a 50 a. C. - 23), Euphorbus, en su honor – o en alusión a su gran vientre –  ya que usaba médicamente Euphorbia resinifera. En 1753 Carlos Linneo asignó el nombre a todo el género.
citrina: epíteto que se refiere a las brácteas de color amarillo.